# Ускорение свободного падения
Ускоре́ние свобо́дного паде́ния (ускоре́ние си́лы тя́жести) — ускорение, придаваемое телу силой тяжести в данной точке гравитационного поля (или, иными словами, ускорение тела при свободном падении), при исключении из рассмотрения других сил.
В соответствии с уравнением движения тел в неинерциальных системах отсчёта ускорение свободного падения численно равно силе тяжести, воздействующей на объект единичной массы.
Ускорение свободного падения на поверхности Земли g (обычно произносится как «же») варьируется от 9,780 м/с² на экваторе до 9,82 м/с² на полюсах. Стандартное («нормальное») значение, принятое при построении систем единиц, составляет 9,80665 м/с². Стандартное значение g было определено как «среднее» в каком-то смысле на всей Земле: оно примерно равно ускорению свободного падения на широте 45,5° на уровне моря. В приблизительных расчётах его обычно округляют до 9,81, 9,8 или даже до 10 м/с².

## Физическая сущность
Для определённости будем считать, что речь идёт о свободном падении на Земле. Эту величину можно представить как векторную сумму двух слагаемых: гравитационного ускорения, вызванного земным притяжением, и центробежного ускорения, связанного с вращением Земли.

### Центробежное ускорение
Центробежное ускорение является следствием вращения Земли вокруг своей оси. Именно центробежное ускорение, вызванное вращением Земли вокруг своей оси, вносит наибольший вклад в неинерциальность системы отсчёта, связанную с Землёй. В точке, находящейся на расстоянии a от оси вращения, оно равно ω2a, где ω — угловая скорость вращения Земли, определяемая как ω = 2π/T, а Т — время одного оборота вокруг своей оси, для Земли примерно равное 86164 секундам (звёздные сутки). Центробежное ускорение направлено по нормали к оси вращения Земли. На экваторе оно составляет 3,39636 см/с², причём на других широтах направление вектора его не совпадает с направлением вектора гравитационного ускорения, направленного к центру Земли.

### Гравитационное ускорение
В соответствии с законом всемирного тяготения, величина гравитационного ускорения на поверхности Земли или космического тела связана с его массой M следующим соотношением:
{\displaystyle g=G{\frac {M}{r^{2}}}},
где G — гравитационная постоянная (6,67430(15) · 10−11 м3·с−2·кг−1), а r — радиус планеты. Это соотношение справедливо в предположении, что плотность вещества планеты сферически симметрична. Приведённое соотношение позволяет определить массу любого космического тела, включая Землю, зная её радиус и гравитационное ускорение на её поверхности, либо, наоборот, по известной массе и радиусу определить ускорение свободного падения на поверхности.
Исторически масса Земли была впервые определена Генри Кавендишем, который провёл первые измерения гравитационной постоянной.
Гравитационное ускорение на высоте h над поверхностью Земли (или иного космического тела) можно вычислить по формуле:
{\displaystyle g(h)={\frac {GM}{(r+h)^{2}}}},
где M — масса планеты.

## Ускорение свободного падения на Земле
Ускорение свободного падения у поверхности Земли зависит от широты. Приблизительно оно может быть вычислено (в м/с²) по эмпирической формуле:
{\displaystyle g=9{,}780318(1+0{,}005302\sin ^{2}\varphi -0{,}000006\sin ^{2}2\varphi )-0{,}000003086h,}
где {\displaystyle \varphi } — широта рассматриваемого места,
{\displaystyle h} — высота над уровнем моря в метрах.
Полученное значение лишь приблизительно совпадает с ускорением свободного падения в данном месте. При более точных расчётах необходимо использовать одну из моделей гравитационного поля Земли, дополнив её поправками, связанными с вращением Земли, приливными воздействиями.
На ускорение свободного падения влияют и другие факторы, например, атмосферное давление, которое меняется в течение суток: от атмосферного давления зависит плотность воздуха в большом объёме, а следовательно и результирующая сила тяжести, изменение которой могут зафиксировать высокочувствительные гравиметры.
Пространственные изменения гравитационного поля Земли (гравитационные аномалии) связаны с неоднородности плотности в её недрах, что может быть использовано для поиска залежей полезных ископаемых методами гравиразведки.
Почти везде ускорение свободного падения на экваторе ниже, чем на полюсах, за счёт центробежных сил, возникающих при вращении планеты, а также потому, что радиус r на полюсах меньше, чем на экваторе из-за сплюснутой формы планеты. Однако места экстремально низкого и высокого значения g несколько отличаются от теоретических показателей по этой модели. Так, самое низкое значение g (9,7639 м/с²) зафиксировано на горе Уаскаран в Перу в 1000 км южнее экватора, а самое большое (9,8337 м/с²) — в 100 км от Северного полюса.
| Ускорение свободного падения для некоторых городов | Ускорение свободного падения для некоторых городов | Ускорение свободного падения для некоторых городов | Ускорение свободного падения для некоторых городов | Ускорение свободного падения для некоторых городов |
| Город                                              | Долгота                                            | Широта                                             | Высота над уровнем моря, м                         | Ускорение свободного падения, м/с²                 |
| -------------------------------------------------- | -------------------------------------------------- | -------------------------------------------------- | -------------------------------------------------- | -------------------------------------------------- |
| Алма-Ата                                           | 76,85 в.д.                                         | 43,22 с.ш.                                         | 786                                                | 9,78125                                            |
| Берлин                                             | 13,40 в.д.                                         | 52,50 с.ш.                                         | 40                                                 | 9,81280                                            |
| Будапешт                                           | 19,06 в.д.                                         | 47,48 с.ш.                                         | 108                                                | 9,80852                                            |
| Вашингтон                                          | 77,01 з.д.                                         | 38,89 с.ш.                                         | 14                                                 | 9,80188                                            |
| Вена                                               | 16,36 в.д.                                         | 48,21 с.ш.                                         | 183                                                | 9,80860                                            |
| Владивосток                                        | 131,53 в.д.                                        | 43,06 с.ш.                                         | 50                                                 | 9,80424                                            |
| Гринвич                                            | 0,0 в.д.                                           | 51,48 с.ш.                                         | 48                                                 | 9,81188                                            |
| Каир                                               | 31,28 в.д.                                         | 30,07 с.ш.                                         | 30                                                 | 9,79317                                            |
| Киев                                               | 30,30 в.д.                                         | 50,27 с.ш.                                         | 179                                                | 9,81054                                            |
| Мадрид                                             | 3,69 в.д.                                          | 40,41 с.ш.                                         | 667                                                | 9,79981                                            |
| Минск                                              | 27,55 в.д.                                         | 53,92 с.ш.                                         | 220                                                | 9,81347                                            |
| Москва                                             | 37,61 в.д.                                         | 55,75 с.ш.                                         | 151                                                | 9,8154                                             |
| Нью-Йорк                                           | 73,96 з.д.                                         | 40,81 с.ш.                                         | 38                                                 | 9,80247                                            |
| Одесса                                             | 30,73 в.д.                                         | 46,47 с.ш.                                         | 54                                                 | 9.80735                                            |
| Осло                                               | 10,72 в.д.                                         | 59,91 с.ш.                                         | 28                                                 | 9,81927                                            |
| Париж                                              | 2,34 в.д.                                          | 48,84 с.ш.                                         | 61                                                 | 9,80943                                            |
| Прага                                              | 14,39 в.д.                                         | 50,09 с.ш.                                         | 297                                                | 9,81014                                            |
| Рим                                                | 12,99 в.д.                                         | 41,54 с.ш.                                         | 37                                                 | 9,80312                                            |
| Стокгольм                                          | 18,06 в.д.                                         | 59,34 с.ш.                                         | 45                                                 | 9,81843                                            |
| Токио                                              | 139,80 в.д.                                        | 35,71 с.ш.                                         | 18                                                 | 9,79801                                            |

## Измерение
Ускорение свободного падения у поверхности Земли может быть измерено посредством гравиметра. Различают две разновидности гравиметров: абсолютные и относительные. Абсолютные гравиметры измеряют ускорение свободного падения непосредственно. Относительные гравиметры, некоторые модели которых действуют по принципу пружинных весов, определяют приращение ускорения свободного падения относительно значения в некотором исходном пункте.
Ускорение свободного падения на поверхности Земли или другой планеты может быть также вычислено на основе данных о вращении планеты и её гравитационном поле. Последнее может быть определено посредством наблюдения за орбитами спутников и движения других небесных тел вблизи рассматриваемой планеты.

## Комментарии
1. ↑  У планет газовых гигантов и звёзд «поверхность» понимается как область меньших высот в атмосфере, где давление равно атмосферному давлению на Земле на уровне моря (1,013×105 Па). Также у звёзд поверхностью иногда считают поверхность фотосферы.